# 2020년대
2020년대는 2020년부터 2029년까지의 연도를 가리킨다. 
2020년대는 2010년대 중반부터 대중화된 스마트폰과 모바일 문화의 연장선으로, 기계가 인간의 역할을 대체하는 고도의 컴퓨터과학을 바탕으로 만들어진 인공지능, 메타버스, 가상현실 등이 하나의 문화로 자리잡았다. 한편 초반에는 코로나바이러스감염증-19의 팬데믹 현상으로 인해, 전 세계적으로 교육분야를 포함하여 비대면 문화가 자리잡기도 하였다.

## 사건
- 2020년
  - 코로나 19 발병
  - 푸바오가 에버랜드에서 태어났다.
- 2021년
  - 2020 도쿄 올림픽 개막
- 2022년
  - 2022 베이징 동계올림픽 개막
  - 러시아의 우크라이나 침공
  - 대한민국 제20대 대통령 선거에서 대한민국 검찰총장 출신 국민의힘 윤석열 후보가 경기지사 출신 더불어민주당 이재명 후보를 누르고 당선되었다.
  - 대한민국 서울특별시 용산구에서 이태원 압사 사고가 발생했다.
  - 2022 카타르 월드컵 개막
- 2023년
  - 한국의 기록적인 많은 폭우 달성, 이로 인해 청주시의 궁평지하차도가 침수되었다.
  - 이스라엘-하마스 사이에 전쟁이 일어났다.
- 2024년
  - 2024 파리 올림픽 개막
  - 2024년 대한민국 비상계엄
  - 제주항공 2216편 활주로 이탈 사고
- 2025년
- 2026년
- 2027년
- 2028년
- 2029년

## 같이 보기
- 연대 목록
- Z세대
- 알파 세대